# Red Garden
Red Garden, stylisé RED GARDEN, est une série d'animation japonaise de 22 épisodes produite par le studio Gonzo et diffusée sur TV Asahi entre le 3 octobre 2006 et le 13 mars 2007. Une suite sous forme d'OVA intitulé Dead Girls sort au Japon le 8 août 2007.
Un seinen manga de Kirihito Ayamura est prépublié sous le même titre dans le Comic Birz entre le 30 août 2006 et le 30 janvier 2009 et publié en un total de quatre volumes reliés par Gentōsha. La version française est éditée par 12 bis.

## Résumé
À New York, quatre lycéennes — Kate, Rose, Claire et Rachel — mènent une vie ordinaire jusqu’au jour où elles se réveillent sans aucun souvenir de la nuit précédente, hantées seulement par des visions troublantes : un manoir inquiétant, une piscine et des chiens noirs aux yeux rouges.
Le mystère s’épaissit lorsqu’elles apprennent qu’une camarade de classe, Lise, a été retrouvée morte dans la forêt. 
Guidées chacune par des papillons, elles pénètrent dans un jardin surnaturel où une femme énigmatique, Lula, leur révèle la vérité : elles ont été assassinées. 
Pour avoir une chance de revenir à la vie, elles devront affronter de redoutables créatures hybrides, mi-humaines, mi-animales.

## Personnages

### Personnages principaux
Kate Ashley (ケイト・アシュレイ, Keito Ashurei)
Voix japonaise : Akira Tomisaka
Rachel Benning (レイチェル・ベニング, Reicheru Beningu)
Voix japonaise : Ryōko Shintani (en)
Claire Forrest (クレア・フォレスト, Kurea Foresuto)
Voix japonaise : Miyuki Sawashiro
Rose Sheedy (ローズ・シーディー, Rōzu Shiidii)
Voix japonaise : Ayumi Tsuji
Lise Harriette Meyer (リーズ・ハリエット・メイヤー, Riizu Harietto Meiyaa)
Voix japonaise : Misato Fukuen
Hervé Girardot (エルヴェ, Eruve)
Voix japonaise : Takehito Koyasu

### Personnages secondaires
Lula Ferhlan (ルーラ, Rūra)
Voix japonaise : Rie Tanaka
Jeremy Charles "JC" Ferhlan
Voix japonaise : Takashi Kondo
Emilio
Voix japonaise : Wataru Hatano
Paula Sinclair
Voix japonaise : Megumi Kobayashi (en)

## Série d'animation
La série d'animation de 22 épisodes, produite par le studio Gonzo, est diffusée sur TV Asahi entre le 3 octobre 2006 et le 13 mars 2007[réf. nécessaire].
Le générique d'ouverture, Jolly Jolly, est interprété par JiLL-Decoy association (JIRUDEKO) et les génériques de fin, Rock the LM.C (épisodes 1 à 11) et Oh my Juliet (épisodes 12 à 21), par LM.C et Akai Niwa (赤い庭) par Akira Senju (épisode 22).
Lors de la production de la série d'animation, les dialogues des personnages ont été animés après l'enregistrement de leur voix par les doubleurs, technique rarement utilisée par les studios d'animation japonais.
La série est licenciée pour une sortie en version anglaise par ADV Films pour la somme de 660 000 $ et le premier DVD sort le 28 septembre 2007. Elle est diffusée sur Anime Network, la plateforme de vidéo à la demande d'ADV Films, à partir du 13 septembre 2007 puis sur la plateforme gratuite à partir du 6 mars 2008. Funimation achète les droits de la série en 2008. La version française est licenciée par Déclic Images en 2008[réf. nécessaire].

### Liste des épisodes
| No | Titre de l’épisode en français | Titre de l’épisode en japonais                | Date de 1re diffusion |
| -- | ------------------------------ | --------------------------------------------- | --------------------- |
| 1  | Adieu, filles                  | さよなら少女たち Sayonara shōjo-tachi         | 3 octobre 2006        |
| 2  | Cruelle nuit                   | 残酷な夜 Zankoku na yoru                      | 10 octobre 2006       |
| 3  | Véritable moi                  | ほんとうの私 Hontō no watashi                 | 17 octobre 2006       |
| 4  | Où allons nous ?               | 私たちは, どこへ? Watashi-tachi wa, doko e?   | 24 octobre 2006       |
| 5  | Chaque fenêtre                 | それぞれの窓 Sorezore no mado                 | 31 octobre 2006       |
| 6  | Une petite lumière             | 小さな光 Chiisa na hikari                     | 7 novembre 2006       |
| 7  | Un autre destin                | もうひとつの, 運命 Mō hitotsu no, unmei       | 14 novembre 2006      |
| 8  | Aimer                          | 行きて愛せ Yukite aise                        | 21 novembre 2006      |
| 9  | Réveil                         | めざめ Mezame                                 | 28 novembre 2006      |
| 10 | Confusion                      | 戸惑い Tomadoi                                | 5 décembre 2006       |
| 11 | Sentiments respectifs          | それぞれの想い Sorezore no omoi               | 12 décembre 2006      |
| 12 | Ses espérances                 | 彼の思惑 Kare no omowaku                      | 19 décembre 2006      |
| 13 | Vacances                       | 休日 Kyūjitsu                                 | 9 janvier 2007        |
| 14 | Une raison de se battre        | 戦う理由 Tatakau riyū                         | 16 janvier 2007       |
| 15 | Douleur, colère et ...         | 悲しみと, 怒りと... Kanashimi to, ikari to... | 23 janvier 2007       |
| 16 | Un triste mensonge             | 哀しい嘘 Kanashii uso                         | 30 janvier 2007       |
| 17 | La vérité                      | 真実 Shinjitsu                                | 6 février 2007        |
| 18 | Peu d'espoir                   | わずかな, 望み Wazukana, nozomi               | 13 février 2007       |
| 19 | Désir non réalisé              | 届かぬ想い Todokanai omoi                     | 20 février 2007       |
| 20 | La pièce laissée derrière      | 残された部屋 Nokosareta heya                  | 27 février 2007       |
| 21 | Le dernier matin               | 最後の朝 Saigo no asa                         | 6 mars 2007           |
| 22 | Lumière                        | 光 Hikari                                     | 13 mars 2007          |

### OVA
Une suite de la série d'animation sous forme d'OVA intitulé Dead Girls sort au Japon le 8 août 2007[réf. nécessaire].

## Manga
Un seinen manga de Kirihito Ayamura est prépublié dans le Comic Birz entre le 30 août 2006 et le 30 janvier 2009 et publié en un total de quatre volumes reliés par Gentōsha[réf. nécessaire]. La version française est éditée par 12 bis.

### Liste des volumes
| no | Japonais          | Japonais          | Français       | Français      |
| no | Date de sortie    | ISBN              | Date de sortie | ISBN          |
| -- | ----------------- | ----------------- | -------------- | ------------- |
| 1  | 24 février 2007   | 978-4-344-80921-5 | 10 avril 2008  | 9782356480026 |
| 2  | 22 septembre 2007 | 978-4-344-81082-2 | 12 juin 2008   | 9782356480033 |
| 3  | 24 mars 2008      | 978-4-344-81250-5 | 28 août 2008   | 9782356480040 |
| 4  | 24 février 2009   | 978-4-344-81557-5 | 27 août 2009   | 9782356480057 |